# Ørnebregne
Ørnebregne (Pteridium aquilinum) er Danmarks største bregne, op til 2 meter høj. Med sine kraftige jordstængler danner den store tætte bestande. Fra jordstænglen udgår enkeltstående kraftige bladstilke, der omtrent halvvejs er "knækket" med den store trekantede bladflade på den øverste halvdel. Bladstilken er op til 1 cm tyk og bladfladen er opdelt i flere "etager" der hver er 2-3 gange fjersnitdelte.
Snittes bladstilkens nederste del lige over, ses et ejendommeligt mønster, der kan minde om den dobbelthovede ørn, der f.eks. ses i det albanske flag og i det russiske statsvåben – heraf navnet Ørnebregne.
Den kraftige jordstængel, der spreder sig vidt omkring, kan ødelægge arkæologiske fund.
Højde x bredde: 2,00 x 1,00 m.

## Anvendelse
Visse steder spises friske skud som grøntsag. Ørnebregne har også været brugt til mel og ølbrygning. Tørrede blade anvendes som underlag eller dække for dyr. Intet af dette kan dog anbefales, da Ørnebregne har vist sig at være giftig, og alt efter indtaget mængde kan den på længere sigt fremkalde kræft eller direkte blindhed. 
Ptaquilosid er det mest giftige stof i ørnebregnen og det er kræftfremkaldende.
Indtag af dette stof kan ske ved at spise friske bregneskud, ved at drikke mælk fra køer der har har spist bregner eller ved at indtage vand fra områder med bregner.
Visse områder i Danmark med tæt ørnebregnebevoksning kan have et højt indhold af ptaquilosid i grundvandet.

## Voksested
Ørnebregne er almindelig i Danmark på Øerne og i Østjylland, men sjældnere i Vestjylland. Den foretrækker skovbund, gerne sur, men ses også i krat, på heder og andre steder. Den er lyskrævende.
Ørnebregne findes på alle kontinenter undtagen Antarktis. Som sporeplante fordrer den en vis fugtighed for at reproducere ved sporer, men tåler tørke bedre end mange andre bregner.
| Portal | Portal:Botanik |

## Eksterne kilder og henvisninger
- Naturbasen - Billeder og udbredelse i Danmark af Ørnebregne
- Signe Frederiksen et al., Dansk flora, 2. udgave, Gyldendal 2012. ISBN 8702112191.